# Universidade do Oeste Paulista
A Universidade do Oeste Paulista (Unoeste) é a maior instituição de ensino superior do oeste do estado de São Paulo, situada na cidade de Presidente Prudente. A Unoeste, mantida pela Apec (Associação Prudentina de Educação e Cultura), desenvolve suas atividades acadêmicas numa área de mais de 3.278.685 m², incluindo os campi I e II em Presidente Prudente, a Fazenda Experimental e os novos campi em Jaú e Guarujá.

## História
A Associação Prudentina de Educação e Cultura (Apec), mantenedora da Universidade do Oeste Paulista (Unoeste), nasceu do sonho dos professores Agripino de Oliveira Lima Filho e Ana Cardoso Maia de Oliveira Lima de suprir a carência de ensino superior em Presidente Prudente e região. Em maio de 1972, estes educadores entravam com o pedido de autorização para funcionamento da Faculdade de Artes, Ciências, Letras e Educação de Presidente Prudente (Faclepp) junto ao Conselho Nacional de Educação.
Houve autorização pelo Conselho, em agosto daquele ano, e em 3 de outubro de 1972 o presidente da República, Emílio Garrastazu Médici, assinava o Decreto 71.190, criando a primeira faculdade da Apec, a Faclepp. Foi, então, realizado o primeiro vestibular da Apec, com 536 candidatos concorrentes às 350 vagas oferecidas. Em 21 de outubro de 1972, o bispo diocesano dom José Gonçalves da Costa proferia a aula inaugural da Faclepp, provisoriamente nas dependências do Colégio Cristo Rei.
Em decorrência dos ideais de Agripino e Ana Lima e da grande demanda por outras áreas do conhecimento, nos anos seguintes nasceram as faculdades da saúde: Enfermagem, Farmácia, Fisioterapia, Medicina, Odontologia, suas referidas clínicas, e locais como os laboratórios e o Ginásio de Esportes. Depois, as faculdades de Engenharia Civil, de Informática e de tantos outros cursos superiores. Nos altos do Jardim Bongiovani (hoje Cidade Universitária) surgia velozmente o complexo de prédios que integra o campus I da Unoeste.
Pautada pela qualidade de ensino e de vida, a Apec agigantou-se. Em 1987 nascia o campus II, no km 572 da rodovia Raposo Tavares, no bairro Limoeiro de Presidente Prudente, com cursos nas áreas das Ciências Agrárias, Humanas e Sociais Aplicadas. Neste mesmo ano, a portaria ministerial 83/MEC reconhecia a Unoeste como universidade - desde então é a única Instituição de Ensino Superior particular do oeste paulista com esse título.
Os universitários, bem como as estruturas material, tecnológica e humana, multiplicavam-se sempre com alto grau de qualidade. Despontavam pavilhões, clínicas, Hospital Veterinário, Fazenda Experimental, prédios laboratoriais, centros agronômico, zootécnico e demais áreas destinadas ao ensino superior, à pesquisa científica e à prática constante da cidadania. Mais um dado relevante: a direção da Apec sempre conta com profissionais altamente competentes, muitos integram o quadro docente/administrativo do início até os dias atuais. 

## Estrutura
Os alunos da Unoeste contam com excelentes infraestruturas física, científica e tecnológica. Muito bem elogiadas, de destaque entre as universidades brasileiras, dão atenção especial à acessibilidade e aprimoram a relação de ensino, pesquisa e extensão. Seus campi são dotados de equipamentos e recursos de última geração, além de abrigarem milhares de instalações, dentre salas de aula, clínicas, centros, núcleos, anfiteatros modernamente equipados, departamentos e serviços específicos, laboratórios avançados em todas as áreas, Incubadora Tecnológica (Intepp), Núcleo de Prática Jurídica, empresas juniores, escritórios pilotos, Hospital Veterinário, Fazenda Experimental e locais inovadores, como o avançado Laboratório de Habilidades e Simulação (LHabSim). Ainda há convênio com o Hospital Regional (HR) de Prudente, para aprendizado e desenvolvimento de estágios, e parcerias da Unoeste com renomadas instituições regionais, nacionais e internacionais para reforçar o compromisso de qualidade que a universidade transmite aos alunos. Entre outros diversos pontos estão: farmácia escola, hotel escola, estação meteorológica, tribunal do júri, restaurante universitário, salões sociais, capela, áreas de lazer, convivência, esportivas e culturais (como os prestigiados Ginásio de Esportes e teatro César Cava), Central de Resíduos Biológicos, Acervo de Ciências Naturais, Centro de Estudos Avançados em Bioenergia e Tecnologia Sucroalcooleira, Centro de Reabilitação Equestre, horta, represas de piscicultura, biotério, e centros zootécnico e agronômico.

## A Unoeste Hoje
Após anos de muito trabalho e seriedade no campo do ensino superior, estruturas física, científica, tecnológica e corpo docente totalmente condizente com os padrões exigidos pelo Ministério da Educação (MEC), ocorreu a transformação das faculdades da Associação Prudentina de Educação e Cultura (Apec) em Universidade do Oeste Paulista (Unoeste). 
Por ser titulada como universidade desde 1987, com status mantido em 2009, por meio do Sistema Nacional de Avaliação da Educação Superior (Sinaes)/MEC, a Unoeste tem credenciamento e autonomia para criar, organizar e manter cursos de graduação e pós-graduação. 
De acordo com o MEC, uma instituição de ensino superior somente pode ser transformada em universidade após comprovação e reconhecimento da qualidade e do funcionamento regular dos cursos que oferece. Isto ocorre após criteriosas e constantes avaliações coordenadas por comissões de autoridades educacionais representativas desse ministério para comprovar a oferta sistematizada de ensino, pesquisa e extensão. 
- Graduação: 68 cursos presenciais (bacharelados, licenciaturas e superiores de tecnologia) em todas as áreas do conhecimento.
- Graduação a distância: 08 cursos [4] ofertados em mais de 50 polos no Brasil.
- Centenas de cursos de especialização, residência, extensão, aperfeiçoamento e capacitação (presenciais e a distância).
- Mestrados: Agronomia, Ciência Animal, Ciências da Saúde, Educação, Meio Ambiente e Desenvolvimento Regional e Odontologia - todos recomendados pela Coordenadoria de Aperfeiçoamento de Pessoal de Nível Superior (Capes)/MEC.
- Doutorado: Agronomia - recomendado pela Capes/MEC, é o primeiro do tipo em uma universidade particular brasileira, Ciência Animal e Meio Ambiente e Desenvolvimento Regional. [5]

## Prêmios Conquistados
Prêmio "Melhores Universidades" Guia do Estudante e Banco Real Grupo Santander que é realizado com o objetivo de identificar e valorizar as melhores instituições de ensino superior do Brasil. Criada em 2005, a premiação é feita com base na tradicional avaliação de cursos superiores que a revista da Editora Abril realiza anualmente. Cursos da Unoeste são recomendados consecutivamente desde 2006. 
Prêmio "Cidadania Sem Fronteiras" - A Unoeste foi a melhor instituição do Brasil na edição 2011 e destaque em várias categorias do prêmio promovido pelo Instituto da Cidadania Brasil e pelo Ministério da Ciência e Tecnologia. O intuito é reconhecer e criar referência quanto as melhores ações ou práticas sociais desenvolvidas pelas instituições de ensino superior, com a participação de seus alunos, em atividades de extensão, melhorando a qualidade de vida das comunidades e contribuindo para a geração de emprego e renda. A universidade também teve projeto premiado em 2009.
Edição 2011 
Edição 2009 
Prêmio "Top Educacional Mário Palmério 2011", pelo projeto de extensão Dançando no Escuro, desenvolvido na Associação Filantrópica de Proteção aos Cegos de Presidente Prudente. A iniciativa é coordenada pela professora do curso de Educação Física, Dulce Cintra e está cadastrada junto à Pró-reitoria de Extensão e Ação Comunitária (Proext). A Unoeste está entre as cinco instituições premiadas pela Associação Brasileira de Mantenedoras de Ensino Superior (ABMES).
Prêmio "ODM Brasil" – Por meio do programa Educação Ambiental e Gerenciamento Integrado dos Resíduos Sólidos, desenvolvido pela parceria Unoeste e Unesp, ficou entre os 50 finalistas do 4º Prêmio Objetivos de Desenvolvimento do Milênio (ODM) Brasil. Trata-se de uma iniciativa pioneira proposta pelo governo federal, cujo objetivo é incentivar ações, programas e projetos que contribuam efetivamente para o cumprimento dos Objetivos de Desenvolvimento do Milênio. Esta ação conta com o apoio do Programa das Nações Unidas para o Desenvolvimento (PNUD). 
Prêmio "Santander Universidades" - A Unoeste teve o projeto “Educação Ambiental e Resíduos Sólidos”, desenvolvido através de parceria com a Unesp, entre os vencedores da categoria Universidade Solidária. A Unoeste foi a única instituição particular premiada e o projeto foi o único representante do Estado de São Paulo, desenvolvido de forma interinstitucional.
Prêmio "Walmart Brasil" concedeu menção honrosa para o projeto Unoeste GAP (Certificação de Boas Práticas Agrícolas para Pequenos Olericultores). Trata-se de uma iniciativa que consiste na parceria entre o curso de Agronomia da Universidade e a Secretaria de Desenvolvimento Econômico de Presidente Prudente (Sedepp). A premiação, em nível nacional, envolveu duas categorias: Estudante e Pesquisador, sendo esta última, a responsável por contemplar o professor doutor Fábio Fernando de Araújo.
Prêmio "Top Etanol" - A Unoeste recebeu o Certificado de Reconhecimento de Mérito no Prêmio Top Etanol. A conquista foi fruto de uma pesquisa realizada pelas docentes Ângela Madalena Marchizelli Godinho e Ana Cristina Messas e pela ex-aluna do curso Superior de Tecnologia em Produção Sucroalcooleira, Ângela Cristina Gomes. O estudo obteve a 3ª colocação na categoria Monografias e Trabalhos Acadêmicos, abordando o tema "Agroenergia e Meio Ambiente". Concorreram universidades públicas e privadas de todo o país.
Selo Verde "Empresa Amiga da Cooperlix" - A Unoeste recebeu o selo pela Secretaria Municipal de Meio Ambiente de Presidente Prudente. O certificado foi uma homenagem ao trabalho de coleta seletiva que a Universidade desenvolve, bem como pela parceria no projeto da Cooperativa de Trabalhadores de Produtos Recicláveis (Cooperlix).
Diploma de Mérito – O Crea-SP (Conselho Regional de Engenharia, Arquitetura e Agronomia do Estado do São Paulo) concedeu à Unoeste diploma de mérito pelos relevantes serviços prestados na área. A homenagem, feita em comemoração aos 75 anos de existência da organização – Jubileu de Diamante – é uma forma de agradecimento pela colaboração de entidades, sindicatos, associações e instituições.
Selo de "IES Socialmente Responsável 2009/2010 e 2010/2011" que reafirma o reconhecimento pelas inúmeras atividades extensivas desenvolvidas anualmente. Atribuído pela Associação Brasileira de Mantenedoras de Ensino Superior (ABMES), o selo atesta que a Unoeste é "uma Instituição de Ensino Superior comprometida com a educação e com a sociedade, por sua constante e expressiva participação no Dia Nacional da Responsabilidade Social".
Prêmio "Incentivo Funcional" 2009-2010 que é atribuído pela Croeste (Coordenadoria de Unidades Prisionais da Região Oeste Paulista) e visa homenagear as instituições parceiras e os colaboradores eméritos que se destacam no ano. A Unoeste, através da Pró-reitoria de Extensão e Ação Comunitária, é parceira da Croeste desde 2006 através do Programa Unoeste Inclusiva: Ações Formativas e Construtivas nos Ambientes Prisionais do Oeste Paulista.
Prêmio "Mário Covas". O Programa Unoeste Inclusiva: Ações Formativas e Construtivas nos Ambientes Prisionais do Oeste Paulista desenvolvido em parceria com a Croeste (Coordenadoria de Unidades Prisionais da Região Oeste Paulista) ficou entre finalistas. A premiação reconhece anualmente, as melhores práticas de gestão pública em nível estadual. Seu objetivo é apoiar a modernização da administração pública do Estado de São Paulo, motivando os servidores e valorizando os trabalhos por eles desenvolvidos, bem como divulgar esses trabalhos e possibilitar a troca de experiências.
Prêmio "Trote da Cidadania" com a ação de acolhimento "Trote do Bem" voltada aos calouros da Unoeste. A premiação foi realizada na Unicamp e contou com a participação de alunos de diversas instituições de ensino superior brasileiras, públicas e privadas. A Unoeste, representada pela aluna, Nayara Barcelos Schott, do Curso de Farmácia, recebeu uma medalha pelo compromisso e incentivo ao Trote da Cidadania. 
Desafio Fleury de Medicina Diagnóstica, onde os alunos da Unoeste garantiram o 3º lugar, na competição que foi realizada na sede administrativa do Grupo Fleury. No desafio, os alunos responderam perguntas referentes à ginecologia e obstetrícia, clínica médica, clínica cirúrgica, diagnóstico por imagem, genética, microbiologia e outras áreas médicas. O primeiro lugar foi conquistado pela Universidade Federal de São Paulo (Unifesp) e o segundo lugar, ficou com a Universidade de São Paulo (USP). 
Prêmio "Expocom" que é o maior congresso de comunicação da América Latina na área de Comunicação onde participam diversas universidades do país. Na ocasião, os alunos da Faculdade de Comunicação Social da Unoeste venceram em quatro categorias: Anúncio Impresso, Cartaz, Outdoor e Ensaio Fotográfico. 
Prêmio "Avançando o Status da Mulher" que é dedicado a pessoas jurídicas, além de outros dedicados a mulheres que se destacaram na sociedade. O prêmio é uma iniciativa da Organização Soroptimista Internacional de Presidente Prudente e a Ação Feminina que homenagearam a Unoeste pelas condições de trabalho que oferece as suas funcionárias. 
Prêmio "Victor Civita" – A egressa da licenciatura em Matemática da Faculdade de Ciências, Letras e Educação (Faclepp) da Unoeste, Rosilene Anevan Fagundes Lampa, foi reconhecida nacionalmente como Educadora Nota 10. Ela concorreu com quase 4 mil professores de todo o país e foi uma das 10 finalistas, recebeu troféu e a quantia em dinheiro de R$15 mil. A conquista foi divulgada em recente matéria da revista Nova Escola, da editora Abril. 
Prêmio "Top of Mind 2009, 2010 e 2011" – Por três anos consecutivos a Unoeste conquistou o Prêmio Top of Mind, na categoria “Faculdade e Universidade”. Esta iniciativa é resultado de uma pesquisa de opinião que avalia as marcas mais lembradas pela população prudentina, a partir de um questionário aplicado em bairros da cidade.

## Conceito do MEC
Numa escala de 1 a 5, a Unoeste mantém conceito 4 no triênio de 2010 a 2012 do Índice Geral de Cursos (IGC), indicador atribuído pelo Instituto Nacional de Estudos e Pesquisas Educacionais Anísio Teixeira (Inep), vinculado ao MEC. Conforme os dados do IGC contínuo, a Unoeste ocupa, em 2019, a 2ª posição entre as universidades particulares do Estado de São Paulo.